# テレビ阿波
テレビ阿波株式会社（テレビあわ、TV-AWA Inc. Co.,Ltd）は、徳島県美馬市旧脇町の一部をカバーするケーブルテレビ局である。また、日本では初となるFTTHで配信する株式会社によるケーブルテレビ局である。テレビ阿波のサービスエリア外はテレビ徳島の美馬市エリアとして光ネットが光ねっとmimaとしてカバーされている。

## 概要
長年ケーブルテレビ空白地域で大阪方面からのテレビ電波は四国山脈や阿讃山脈に囲まれていて、電波障害が多く受信が困難な地域だった。そこで光ファイバーで結び多チャンネル・高画質・高音質のテレビ番組をモットーに様々な努力の末、長年の夢が叶い会社設立の運びとなった。

## サービスエリア
- 徳島県美馬市旧脇町（脇町、猪尻、新町、拝原の全域と馬木、北庄の一部）

## 主な放送チャンネル

### 地上波系列別再送信局
| NHK G   | NHK E   | NNN/NNS  | ANN            | JNN      | TXN        | FNN/FNS    | JAITS |
| ------- | ------- | -------- | -------------- | -------- | ---------- | ---------- | ----- |
| NHK徳島 | NHK徳島 | 四国放送 | 朝日放送テレビ | 毎日放送 | テレビ大阪 | 関西テレビ |       |

### テレビ局
| デジタル | 放送局                    |
| -------- | ------------------------- |
| TV011    | 四国放送                  |
| TV021    | NHK徳島Eテレ              |
| TV031    | NHK徳島総合               |
| TV041    | 毎日放送                  |
| TV061    | 朝日放送                  |
| TV071    | テレビ大阪                |
| TV081    | 関西テレビ                |
| TV111    | あわっこテレビ            |
| TV112    | あわっこテレビ            |
| TV121    | けーぶる12                |
| BS101    | NHK BS                    |
| BS141    | BS日テレ                  |
| BS151    | BS朝日                    |
| BS161    | BS-TBS                    |
| BS171    | BSテレ東                  |
| BS181    | BSフジ                    |
| BS191    | WOWOWプライム             |
| BS192    | WOWOWライブ               |
| BS193    | WOWOWシネマ               |
| BS200    | BS10                      |
| BS201    | BS10スターチャンネル      |
| BS211    | BS11イレブン              |
| BS222    | BS12 トゥエルビ           |
| CS210    | J SPORTS                  |
| CS230    | ファミリー劇場            |
| CS231    | スーパー!ドラマTV         |
| CS232    | アクションチャンネル      |
| CS233    | FOX                       |
| CS240    | カートゥーン ネットワーク |
| CS241    | アニマックス              |
| CS255    | ヒストリーチャンネル      |
| CS262    | スペースシャワーTV        |

- デジタル放送はi-HITSを使用している。
- デジタル放送の再送信について毎日放送・朝日放送・関西テレビは2008年頃から、テレビ大阪は2011年6月24日からそれぞれ開始されていた。
- デジタル再送信の要望を取り下げる見返り措置としてデジアナ変換による読売テレビの再送信を提案されたが、設備が無いため実現しなかった[2]。
- サンテレビはアナログ放送終了までアナログ5chで再送信を行っていたが、デジタル放送はサービスエリア内で電波が良好に受信出来ない為、再送信の予定は無い。
- 開局 - 数年間はテレビ和歌山のアナログ放送の再送信を行っていたが、地上デジタルテレビジョン放送に伴うアナログ周波数変更（アナアナ変換）による受信状態悪化に伴い、再送信が中止になった。
- 地上デジタル放送は同一パススルー方式だが、BS・CS放送はトランスモジュレーション方式の為にSTBが無いと視聴出来ない。